# Stewartia micrantha
Stewartia micrantha là một loài thực vật có hoa trong họ Theaceae. Loài này được (Chun) Sealy miêu tả khoa học đầu tiên năm 1967.